# Mellicta partheniaesimilis
Mellicta partheniaesimilis är en fjärilsart som beskrevs av Rocci 1930. Mellicta partheniaesimilis ingår i släktet Mellicta och familjen praktfjärilar. Inga underarter finns listade i Catalogue of Life.